# Robert Frasure
Robert C. Frasure, né le 20 avril 1942 à Morgantown en Virginie-Occidentale et mort le 19 août 1995 dans le canton de Sarajevo en Bosnie-Herzégovine, est un diplomate américain, premier ambassadeur des États-Unis en Estonie après l'indépendance de celle-ci vis-à-vis de l'Union soviétique en 1991. Il est décédé dans un accident de voiture durant la guerre de Bosnie-Herzégovine alors qu'il était à la tête de la mission qui mènera plus tard aux accords de Dayton.

## Distinctions
- Ordre de la Croix de Terra Mariana de première classe